# Barbara Kowalzik
Barbara Elisabeth Johanna Kowalzik, geb. Mehl (* 22. Mai 1939 in Leipzig; † 20. März 2025 ebenda), war eine deutsche Kulturwissenschaftlerin, Hochschullehrerin und Autorin.

## Leben
Barbara Kowalzik wurde als Tochter des Landwirts Theodor Mehl und der Hausfrau Gertrud Mehl, geb. Leonhardt, geboren. Sie wuchs in Steinbach bei Bad Lausick auf. Unmittelbar nach Ende des Zweiten Weltkrieges zog ihre Familie nach Leipzig um. Nach dem Besuch der Grundschule (1945–1953) wechselte sie auf die Petrischule, wo sie 1957 ihr Abitur ablegte. Anschließend erlernte sie den Beruf der Buch- und Musikalienhändlerin, bevor sie ab 1959 an der Karl-Marx-Universität Leipzig Philosophie studierte. Nach ihrem erfolgreichen Diplomabschluss 1964 arbeitete sie bis 1976 in verschiedenen Fachbereichen und Instituten der Universität als Wissenschaftliche Assistentin bzw. Oberassistentin. 1969 wurde sie unter Erhard John und Georg Mende zum Thema Untersuchungen und Zusammenhang von Kunst und Religion unter besonderer Berücksichtigung der sozialistischen Kulturentwicklung der DDR promoviert, 1976 erhielt sie ihre Lehrbefähigung. Anschließend absolvierte sie bis 1979 erfolgreich ein Zusatzstudium an der Akademie der Wissenschaften der UdSSR in Moskau mit dem Schwerpunkt Kulturphilosophie.
Nach einem weiteren Jahr als Wissenschaftliche Oberassistentin an der Leipziger Karl-Marx-Universität habilitierte sie sich 1980 mit einer Promotion B unter Erhard John, Werner Müller und Alfred Erck mit dem Thema Probleme und Scheinlösungen – Kulturtheoretische Auseinandersetzung mit der Theorie der „Industriegesellschaft“ und der „postindustriellen Gesellschaft“. Direkt anschließend wurde Kowalzik 1980 zur Hochschuldozentin für marxistisch-leninistische Kulturtheorie berufen, diese Tätigkeit führte sie bis 1989 aus. 1989 wurde sie zur außerordentlichen Professorin zu diesem Thema berufen.
1992 wurde Kawalzik in dieser Position abberufen, anschließend arbeitete sie von 1994 bis 1996 als Historikerin auf einer ABM-Stelle beim Bürgerverein Waldstraßenviertel e.V. Nach einem Jahr der Arbeitslosigkeit war Kowalzik von 1998 bis 2001 als Wissenschaftliche Mitarbeiterin am Sächsischen Wirtschaftsarchiv und danach in gleicher Funktion am Historischen Seminar der Universität Leipzig tätig.
Nach ihrem Ruhestand im Jahr 2002 beschäftigte sich Kowalzik publizistisch vor allem mit der Geschichte der Juden in Leipzig, vornehmlich im Waldstraßenviertel. Neben Einzelschriften schrieb sie zahlreiche Zeitschriftenartikel und Beiträge in Sammel- und Festschriften.
Barbara Kowalzik war seit 1964 mit dem Politologen und Philosophen Heinz Kowalzik (* 1939) verheiratet, das Ehepaar hat zwei gemeinsame Kinder.

## Schriften (Auswahl)
- Wir waren eure Nachbarn. Die Juden im Leipziger Waldstrassenviertel. Hrsg. von der Ephraim Carlebach Stiftung. Pro Leipzig, Leipzig 1996, ISBN 3-9805368-1-5.
- Jüdisches Erwerbsleben in der inneren Nordvorstadt Leipzigs 1900 – 1933 (= Erinnerungen. Band 1). Leipziger Universitätsverlag, Leipzig 1999, ISBN 3-933240-84-0.
- Das jüdische Schulwerk in Leipzig. 1912 – 1933 (= Geschichte und Politik in Sachsen. Band 18). Böhlau, Köln u. a. 2002, ISBN 978-3-412-03902-8.
- Lehrerbuch. Die Lehrer und Lehrerinnen des Leipziger jüdischen Schulwerks 1912 – 1942, vorgestellt in Biogrammen (= Leipziger Kalender. Sonderband 2006,1). Hrsg. von der Stadt Leipzig, Der Oberbürgermeister, Stadtarchiv. Leipziger Universitätsverlag, Leipzig 2006, ISBN 978-3-86583-117-0.